# Neotamias obscurus
Espèce
Statut de conservation UICN

 LC  : Préoccupation mineure
Neotamias obscurus est une espèce de rongeur de la famille des sciuridés. Il est présent dans le sud de l'État américain de Californie ainsi que sur la péninsule de Basse-Californie au Mexique,.

## Systématique
Ce tamia est classé comme une espèce distincte au sein du genre des tamias (Tamias), qui comprend 25 espèces. La description scientifique initiale a été faite par le naturaliste américain Joel Asaph Allen en 1890,.

## Description
Cette espèce atteint une longueur moyenne tête-corps d'environ 12,4 à 12,8 cm, la longueur de la queue est d'environ 10,3 à 11,7 cm et le poids est d'environ 70 g. Comme chez d'autres espèces du genre, la fourrure est brune avec des nuances de cannelle et présente plusieurs bandes dorsales sombres séparées par des bandes plus claires et délimitées par rapport aux côtés du corps. Il s'agit de quatre bandes blanc grisâtre et cinq bandes brun foncées, les bandes extérieures étant nettement plus courtes. Dans la fourrure d'hiver, les bandes sont clairement visibles, tandis qu'au printemps, elles sont indistinctes et peu visibles.

## Répartition
Ce tamia se trouve dans plusieurs zones distinctes du sud de l'État américain de Californie ainsi que sur la péninsule de Basse-Californie au Mexique. Son aire de répartition comprend des parties des montagnes de San Bernardino et des montagnes de San Jacinto dans le comté de San Bernardino, en Californie, ainsi que la Sierra de San Francisco en Basse-Californie et Basse-Californie Sur, au Mexique,.

## Comportement
Ces Tamias vivent dans au moins quatre zones de répartition distinctes avec divers habitats, qui sont à leur tour fragmentés par des zones désertiques. Ils se trouvent principalement dans des forêts sèches de pins, de genévriers et de chênes à des altitudes de 1200 à 3000 m. L'espèce est active pendant la journée avec des pics d'activité tôt le matin et en fin d'après-midi. Elle est principalement terrestre, mais peut également grimper dans les arbres et les arbustes. Les animaux se nourrissent principalement de graines et de fruits, les glands constituant la principale partie de leur alimentation. Les animaux constituent des réserves et sont généralement actifs toute l'année et n'hibernent pas.

## Statut de conservation
L’espèce est classée comme "préoccupation mineur" (LC) par l'Union internationale pour la conservation de la nature (IUCN). Cela se justifie par les grandes populations supposées et l'occurrence régulière dans les habitats isolés et fragmentés. Les risques de menace pour les populations incluent la forte fragmentation des habitats, et l'animal est parfois capturé pour finir comme animal de compagnie.